# HD 1714
HD1714 є хімічно пекулярною зорею спектрального класу
A2 й має видиму зоряну величину в
смузі V приблизно  8.5.
.